# Zoi Sadowski-Synnott
Zoi Sadowski-Synnott, MNZM (* 6. März 2001 in Sydney, Australien) ist eine neuseeländische Snowboarderin. Sie startet in den Freestyledisziplinen.

## Werdegang
Sadowski-Synnott nimmt seit 2015 an Wettbewerben der Ticket to Ride World Snowboard Tour und der FIS teil. Dabei holte sie zu Beginn der Saison 2015/16 beim Continental Cup in Cardrona im Slopestyle ihren ersten Sieg. Zu Beginn der Saison 2016/17 siegte sie bei den Cardrona Games im Slopestyle. Ihr Debüt im Snowboard-Weltcup hatte sie im Dezember 2016 in Copper Mountain. Dabei wurde sie Neunte im Big-Air-Wettbewerb.
Im Februar 2017 erreichte sie beim Weltcup in Québec City mit dem dritten Platz im Big Air ihre erste Podestplatzierung im Weltcup. Bei den Weltmeisterschaften im März 2017 in Sierra Nevada gewann sie im Slopestyle die Silbermedaille. Zudem wurde sie Vierte im Big Air. Beim letzten Weltcup der Saison in Špindlerův Mlýn holte sie im Slopestyle ihren ersten Weltcupsieg und erreichte zum Saisonende den siebten Platz im Freestyle-Weltcup und den sechsten Rang im Slopestyle-Weltcup.
Zu Beginn der Saison 2017/18 errang Sadowski-Synnott beim Weltcup in Cardrona den dritten Platz im Slopestyle. Bei den Olympischen Winterspielen 2018 in Pyeongchang im erstmals im Rahmen der olympischen Snowboard-Bewerbe ausgetragenen Big Air gewann sie am 22. Februar hinter der Österreicherin Anna Gasser und der US-Amerikanerin Jamie Anderson die Bronzemedaille. Im Slopestyle kam sie auf den 13. Platz. Im Mai 2018 wurde sie bei den X-Games Norway in Fornebu Vierte im Big Air. Bei den Snowboard-Juniorenweltmeisterschaften 2018 in Cardrona belegte sie den achten Platz im Slopestyle. In der Saison 2018/19 siegte sie bei den Burton US Open in Vail im Slopestyle und gewann bei den Winter-X-Games 2019 in Aspen die Silbermedaille im Big Air und die Goldmedaille im Slopestyle und bei den Snowboard-Weltmeisterschaften 2019 in Park City die Goldmedaille im Slopestyle. Im folgenden Jahr wurde sie bei den Winter-X-Games Fünfte im Slopestyle und Vierte im Big Air und holte bei den X-Games Norway in Hafjell die Goldmedaille im Slopestyle. In der Saison 2020/21 holte sie bei den Winter-X-Games 2021 Bronze im Big Air und Silber im Slopestyle und bei den Snowboard-Weltmeisterschaften 2021 Silber im Big Air und Gold im Slopestyle. Zudem siegte sie am Kreischberg im Big Air und errang in Laax den zweiten Platz im Slopestyle. Sie gewann damit den Big-Air-Weltcup und kam im Freestyle-Weltcup auf den fünften Platz.
Nach Platz eins im Slopestyle bei der Winter Dew Tour in Copper Mountain und Rang zwei im Slopestyle beim Weltcup in Mammoth zu Beginn der Saison 2021/22, holte sie bei den Winter-X-Games 2022 im Big Air und Slopestyle jeweils die Goldmedaille. Beim Saisonhöhepunkt, den Olympischen Winterspielen 2022 in Peking, gewann sie die Silbermedaille im Big Air und die Goldmedaille im Slopestyle.
Bei den Winter-X-Games 2023 in Aspen holt sie erneut im Slopestyle die Goldmedaille und Silber im Big Air, bei den Snowboard-Weltmeisterschaften 2023 die Silbermedaille im Slopestyle. Aufgrund eines gebrochenen Knöchels, konnte sie nicht bei den  Winter-X-Games 2024 antreten und verpasste somit die Chance auf dreimal Gold hintereinander. Bei den X-Games 2025 in Aspen springt sie im Slopestyle als erste Frau in einem Wettbewerb einen Backside-Triple-Cork-1440 und holt sich auch deshalb erneut die Goldmedaille und Bronze im Big Air.

## Erfolge

### Olympische Spiele
- 2018 Pyeongchang: 3. Platz Big Air, 13. Platz Slopestyle
- 2022 Peking: 1. Platz Slopestyle, 2. Platz Big Air

### Weltmeisterschaften
- 2017 Sierra Nevada: 2. Platz Slopestyle, 4. Platz Big Air
- 2019 Park City: 1. Platz Slopestyle
- 2021 Aspen: 1. Platz Slopestyle, 2. Platz Big Air
- 2023 Bakuriani: 2. Platz Slopestyle
- 2025 Engadin: 1. Platz Slopestyle, 7. Platz Big Air

### Winter-X-Games
- 2018 Fornebu: 4. Platz Big Air
- 2019 Aspen: 1. Platz Slopestyle, 2. Platz Big Air
- 2020 Aspen: 4. Platz Big Air, 5. Platz Slopestyle
- 2020 Hafjell: 1. Platz Slopestyle, 6. Platz Big Air
- 2021 Aspen: 2. Platz Slopestyle, 3. Platz Big Air
- 2022 Aspen: 1. Platz Slopestyle, 1. Platz Big Air
- 2023 Aspen: 1. Platz Slopestyle, 2. Platz Big Air
- 2025 Aspen: 1. Platz Slopestyle, 3. Platz Big Air

### Weltcup

#### Weltcupsiege
| Nr. | Datum            | Ort             | Disziplin  |
| --- | ---------------- | --------------- | ---------- |
| 1.  | 25. März 2017    | Špindlerův Mlýn | Slopestyle |
| 2.  | 9. Januar 2021   | Kreischberg     | Big Air    |
| 3.  | 22. Januar 2023  | Laax            | Slopestyle |
| 4.  | 9. Dezember 2023 | Edmonton        | Big Air    |
| 5.  | 2. Februar 2025  | Aspen           | Slopestyle |
| 6.  | 6. Februar 2025  | Aspen           | Big Air    |
| 7.  | 14. März 2025    | Flachauwinkl    | Slopestyle |

#### Weltcup-Gesamtplatzierungen
| Saison  | Park & Pipe | Park & Pipe | Slopestyle | Slopestyle | Big Air | Big Air |
| Saison  | Punkte      | Platz       | Punkte     | Platz      | Punkte  | Platz   |
| ------- | ----------- | ----------- | ---------- | ---------- | ------- | ------- |
| 2016/17 | 2510        | 7.          | 1620       | 4.         | 890     | 18.     |
| 2017/18 | 600         | 49.         | 600        | 11.        | -       | -       |
| 2018/19 | 820         | 34.         | -          | -          | 820     | 10.     |
| 2019/20 | 770         | 38.         | -          | -          | 770     | 16.     |
| 2020/21 | 180         | 5.          | 80         | 10.        | 100     | 1.      |
| 2021/22 | 80          | 36.         | 80         | 17.        | -       | -       |
| 2022/23 | 180         | 14.         | 100        | 9.         | 80      | 12.     |
| 2023/24 | 100         | 25.         | -          | -          | 100     | 9.      |
| 2024/25 | 436         | 3.          | 312        | 1.         | 124     | 9.      |